# Харима (провинция)
Харима (яп. 播磨国 Харима но куни) или Бансю (яп. 播州) — историческая область Японии, соответствующая юго-западной части сегодняшней префектуры Хёго. Харима граничила с областями Тадзима, Тамба, Сэтцу, Бидзэн и Мимасака. Столицей области был г. Химэдзи. Входила в Санъёдо.

Карта исторических областей Японии — выделена область Харима

Именно здесь в период Эдо проживал клан Ако, к которому принадлежали сорок семь ронинов.